# Невольные пташки
«Невольные пташки» (англ. Caged Hearts) — американский художественный фильм 1995 года. Снят фильм режиссёром Генри Чарром в жанре драмы. Также фильм известен и под другим названием — «Сердца, бьющиеся в клетке».

## Сюжет
Две женщины, Кейт и Шерон, в попытке самообороны убивают человека. Но суд оказался по отношению к ним чрезмерно жестоким, и женщины оказываются в тюрьме. Эта тюрьма совсем непростая, в ней чинит свои порядки секретная организация «Щит».
Кейт и Шэрон подвергаются различным унижениям: побоям, сексуальным домогательствам, их даже заставляют заниматься проституцией. Но подруги планируют вырваться из этого ада и призвать к ответу всех, кто причастен к их мытарствам: продажных политических деятелей, судей, адвокатов и тюремщиков. А выбраться из заточения им помогает некто Стив, работающий в их тюрьме.

## В ролях
- Кэрри Гензел — Кейт
- Тани Макклюр — Шэрон
- Ник Уайлдер — Стив
- Брент Кист — Юдж Винтерс
- Динк О'Нил — Джордж Дельвин
- Ленни Рос — капитан Рэй
- Тейлор Ли — Уорден Лорен Мак Брайд